# Departamento de Sanaga-Maritime
Sanaga-Maritime es un departamento de la región Litoral de Camerún. En noviembre de 2005 tenía una población censada de 162 315 habitantes.
Está formado por los siguientes municipios:
- Dibamba 5,350
- Dizangué 17,086
- Édéa I 64,761
- Édéa II 13,539
- Massock-Songloulou 5,044
- Mouanko 9,162
- Ndom 10,340
- Ngambe 6,210
- Ngwei 4,831
- Nyanon 12,517
- Pouma 13,475